# Науменко, Владимир Андреевич
Владимир Андреевич Науменко (род. 23 сентября 1937) — советский хоккеист, нападающий.

## Биография
Воспитанник ЦСК МО. Выступал за команды МВО Калинин (1956/57 — 1959/60), «Электросталь» (1960/61 — 1964/65), «Спартак» Рязань (1965/66).
В классе «А» провёл шесть сезонов (1957/58, 1959/60 — 1963/64).